# Michael Somare
Sir Michael Thomas Somare (Rabaul, 9 de abril de 1936 – 26 de fevereiro de 2021) foi o Primeiro-Ministro da Papua-Nova Guiné de 1975 a 1980, de 1982 a 1985 e de 2002 a 2011. Os seus mandatos foram como membro do Partido Pangu e do Partido da Aliança Nacional. Foi o primeiro Primeiro-Ministro do país, tendo assumido o cargo após a independência da Papua-Nova Guiné.
É filho de Ludwig Somare Sana e Kambe Somare. Ludwing Somare foi um policial de 1922 até 1947, ganhando o posto de sargento. Aprendendo a ler e a escrever, era ativo na formação de incentivar negócios pequenos e cooperativas, fundando a sociedade cooperativa de Angoram que operou de 1961 até 1967, e ativo também em negociar, até 1972. Em sua vida teve quatro esposas e seis filhos, dos quais Michael era o mais velho.

## Morte
Morreu em 26 de fevereiro de 2021, aos 84 anos de idade, após ficar internado em um hospital devido ao câncer do pâncreas.